# 漁農自然護理署
漁農自然護理署（簡稱漁護署、漁農署，縮寫：AFCD）是香港環境及生態局轄下的決策部門，負責統籌香港漁農業發展及自然保育工作。該部門前身為1912年成立的漁農處，於2000年1月1日改組現名，以反映其擴展至自然生態與物種保護的職能範圍。
部門總部設於九龍深水埗長沙灣道303號長沙灣政府合署5－9樓，主要職責包括：監管漁農業運作及產品安全、管理香港24個郊野公園、5個海岸保護區與特別地區（包括香港濕地公園）、香港聯合國教科文組織世界地質公園）、執行《瀕危物種保護條例》及防控動植物疫病（如禽流感）。此外亦負責營運香港各新鮮副食品批發市場，並推動可持續農業發展計劃。

## 隸屬
- 1912年-1964年：香港政府，部分時間（含1955年）稱為農林漁政管理管理處（D.A.F.F.）
- 1964年-1973年4月30日：獨立部門
- 1973年5月1日-1989年：環境科
- 1989年-1997年6月30日：規劃環境地政科
- 1997年7月1日﹣2000年12月31日：規劃環境地政局
- 2000年1月1日﹣2002年6月30日：環境食物局
- 2002年7月1日﹣2007年6月30日：衞生福利及食物局
- 2007年7月1日﹣2022年6月30日：食物及衞生局
- 2022年7月1日﹣：環境及生態局

## 歷任首長
- 農林漁業管理處處長

| 中文名   | 英文名                    | 就任日期     |
| 司徒偉志 | Thomas German Strangeways | 1950年4月1日 |
| 布力奇   | William John Blackie      | 1953年4月9日 |

- 農林業管理處處長

| 中文名 | 英文名                | 就任日期       |
| 湛寶善 | Philip Cecil Chambers | 1960年10月1日  |
| 姬達   | Jack Cater            | 1963年10月16日 |

- 漁農處處長

| 中文名   | 英文名                     | 就任日期       |
| 姬達     | Jack Cater                 | 1964年7月1日   |
| 李國士   | Edward Hewitt Nichols      | 1965年12月16日 |
| 李德宏   | John Morrison Riddell-Swan | 1980年2月1日   |
| 李熙瑜   | Lee Hay-yue, Lawrence      | 1986年3月1日   |
| 韋徐潔儀 | Wei Chui Kit-yee, Lessie   | 1997年3月      |

- 漁農自然護理署署長

| 中文名   | 英文名                      | 就任日期      |
| 韋徐潔儀 | Wei Chui Kit-yee, Lessie    | 2000年1月1日  |
| 陳鎮源   | Chan Chun-yuen, Thomas      | 2002年1月14日 |
| 孔郭惠清 | Hung Kwok Wai-ching, Stella | 2006年1月3日  |
| 張少卿   | Cheung Siu-hing             | 2007年7月16日 |
| 黃志光   | Wong Chi-kong, Alan         | 2009年8月17日 |
| 梁肇輝   | Leung Siu-fai               | 2015年7月25日 |
| 黎堅明   | Lal Kim-ming                | 2024年5月29日 |

## 架構
漁農自然護理署現任署長是黎堅明先生，副署長為黎存志先生及主任秘書鄭寳琦先生，轄下5個功能分署包括：
- 檢驗及檢疫分署：助理署長（檢驗及檢疫）－薛漢宗獸醫
- 漁業分署：助理署長（漁業及海洋護理）－朱振華博士
- 農業分署：助理署長（農業）－馬惠忠先生
- 郊野公園及海岸公園分署：助理署長（郊野公園及海岸公園）－葉彥博士
- 自然護理分署：助理署長（自然護理）－陳堅峰先生
- 檢驗及檢疫分署：首席獸醫－楊莉獸醫

另有多個獨立的法定委員會分別就其負責的各種事務，履行其法定職能。委員會名單如下：
- 漁農業諮詢委員會
- 農產品獎學基金顧問委員會
- 動物福利諮詢小組
- 郊野公園及海岸公園委員會
- 保護稀有動植物諮詢委員會
- 魚類統營顧問委員會
- 漁業發展貸款基金顧問委員會
- 嘉道理農業輔助貸款基金委員會
- 海魚獎學基金顧問委員會
- 農業持續發展基金諮詢委員會
- 漁業持續發展基金諮詢委員會
- 統營顧問委員會
- 香港獸醫管理局
- 狗隻及貓隻分類委員會
- 狂犬病條例（第421章）設立的上訴委員團
- 基因改造生物（管制釋出）專家小組

## 職責

### 漁農事宜及新鮮副食品批發市場
隨著1990年代世界各國對健康食品和環境保護的關注，自2000年12月漁護署開始「有機耕作轉型計劃」，直到2007年12月5個主要菜區（吳家村、大江埔、坪輋、大埔和逢吉鄉）共106個農場遵循漁護署所編訂的「有機作物生產守則」進行蔬菜生產，蔬菜銷售由蔬菜統營處負責。漁護署及菜統處於1994年合作推行「信譽農場計劃」，推廣優良園藝操作及環保作物生產方法，保障市民健康。漁護署負責發放「緊急救援基金」的「漁農業補助金」，用以減輕受天災所害及符合資格農民的經濟困難。
香港有26個魚類養殖區，分別位於沙頭角、鴨洲、吉澳、澳背塘、西流江、往灣、塔門、較流灣、深灣、老虎笏、榕樹澳、糧船灣、吊杉灣、大頭洲、雞籠灣、滘西、麻南笏、布袋澳、蒲台、索罟灣、蘆荻灣、馬灣、鹽田仔、長沙灣、鹽田仔（東部）及東龍洲，佔海域總面積達209公頃，持牌經營者約有1,080名。漁護署在所有魚類養殖區進行定期水質監察及偵察有害藻類及紅潮的出現。漁護署於2002年8月開始試驗容許在榕樹凹及滘西魚類養殖區內進行「魚排閒釣」，更於2003年1月開始將計劃推廣至其它養魚區，現時有11個魚類養殖區內設有獲准進行魚排休閒垂釣的魚排，包括：
| 1. 榕樹凹 2. 滘西 3. 大頭洲 | 4. 雞籠灣 5. 深灣 6. 東龍洲 | 7. 麻南笏 8. 索罟灣B區 9. 鹽田仔（東部） |

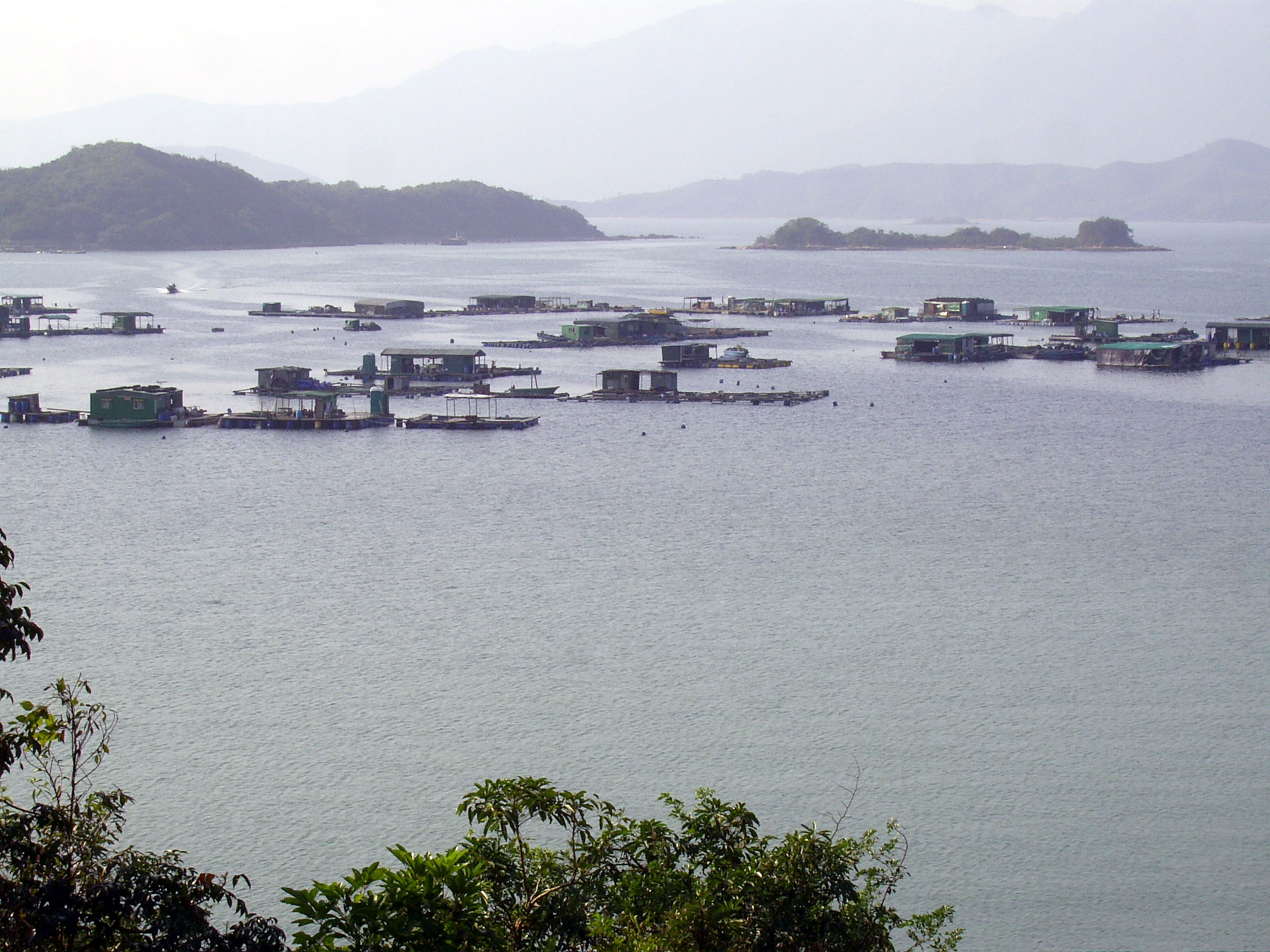
榕樹凹魚類養殖區
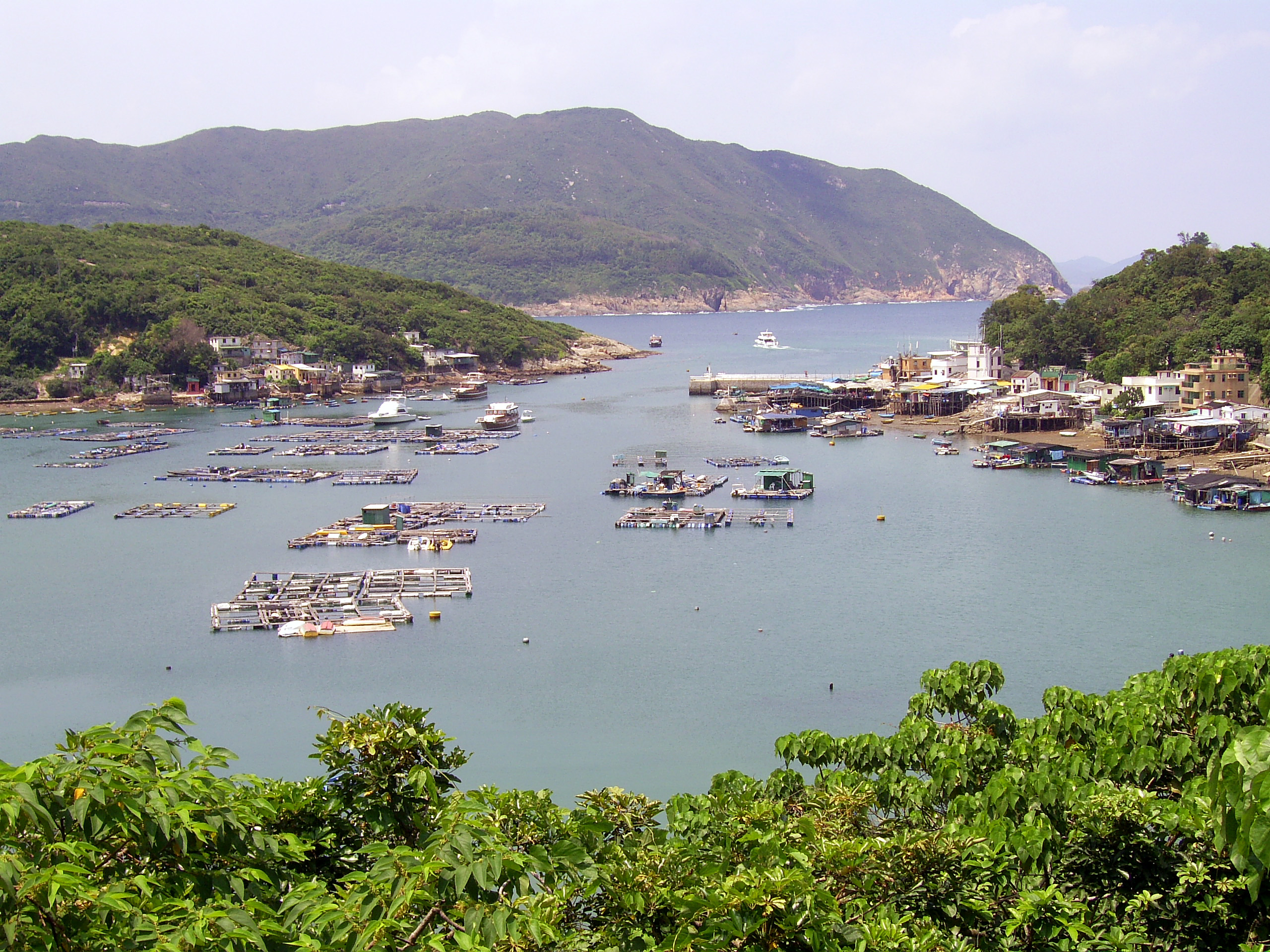
布袋澳魚類養殖區
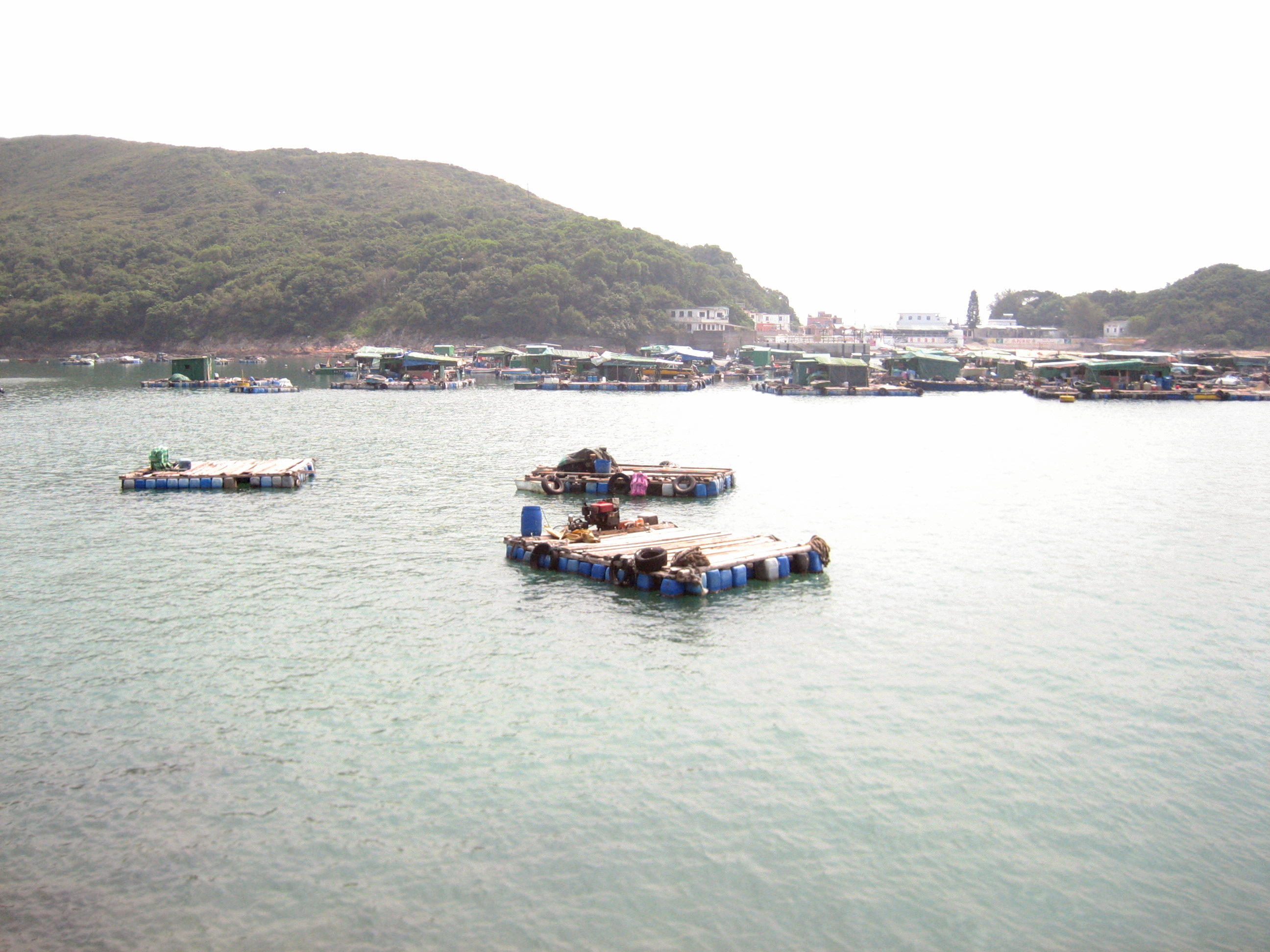
糧船灣洲魚類養殖區

漁護署制訂「優質養魚場計劃」協助推動本地水產養殖業的可持續發展，推行「良好水產養殖方法」提升本地魚產品的質素，建立品牌以突顯本地生產的魚產品。漁護署會就養魚技術及相關的管理問題向有需要養魚戶提供協助，並透過「嘉道理農業貸款基金」為水產養殖戶提供低息貸款。
香港的漁船主要在南海的大陸架附近水域作業，大部分漁船由家庭成員操作，另僱漁工協助。漁護署於1996年展開「人工魚礁計劃」，旨在增強香港漁業的繁衍和促進海洋生物的多樣化，現時共有637座人工魚礁敷設於香港合適的水域，包括海下灣和印洲塘海岸公園、牛尾海和大灘海。漁護署為漁民提供各類相關訓練的課程，協助漁民考取操作漁船所需的資格和改善航海知識。漁護署在香港仔、筲箕灣、青山、大埔、西貢及長洲設有聯絡辦事處。漁護署共管理4個漁業貸款基金，分別為「魚類統營處貸款基金」、「漁業發展貸款基金」、「世界難民年貸款基金」及「美國經援協會貸款基金」，為漁民轉型至可持續發展漁業及一般生產用途提供低息貸款。
漁護署管理的魚類統營處提供海魚統銷服務，現時合共經營7個魚類批發市場，分別位於香港仔、筲箕灣、油塘、長沙灣、青山、大埔及西貢。位於香港仔石排灣道香港仔漁業辦事處的「漁業教育中心」於2003年9月30日啟用，增加香港市民對漁業的認識，提高保育漁業資源及存護海洋環境的意識。
香港居民食用的鮮活食品大部分都是經由漁護署管理的政府鮮活食品批發市場批銷，現時共有4個政府鮮活食品批發市場，提供2,600個出租舖位及輔助設施：
- 長沙灣副食品批發市場：自1993年10月1日開始啟用，位於九龍長沙灣欽州街西，有淡水魚市場、蔬菜市場及蛋品市場；
- 西區副食品批發市場：第一期於1991年10月18日啟用，而第二期則於1994年3月1日開始啟用，位於香港島石塘咀豐物道，有鮮果市場、淡水魚市場、蔬菜市場、鵝鴨市場及蛋品市場；
- 長沙灣臨時家禽批發市場：於1974年11月1日開始啟用，位於九龍長沙灣興華街，只供家禽批發；
- 北區臨時農產品批發市場：於1989年2月7日開始啟用，位於新界粉嶺安樂村安居街，設有露天蔬菜買賣場地。

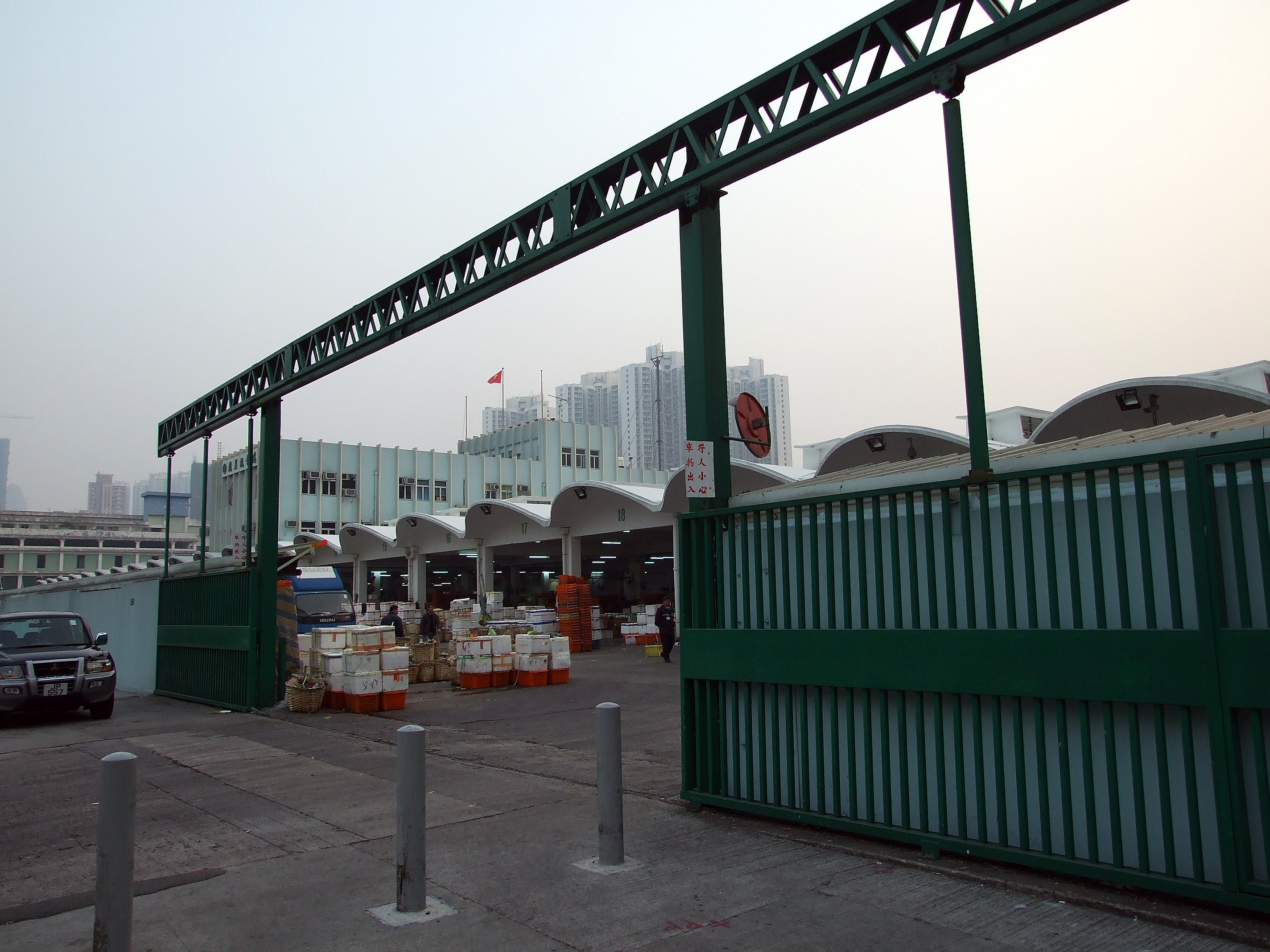
長沙灣副食品批發市場
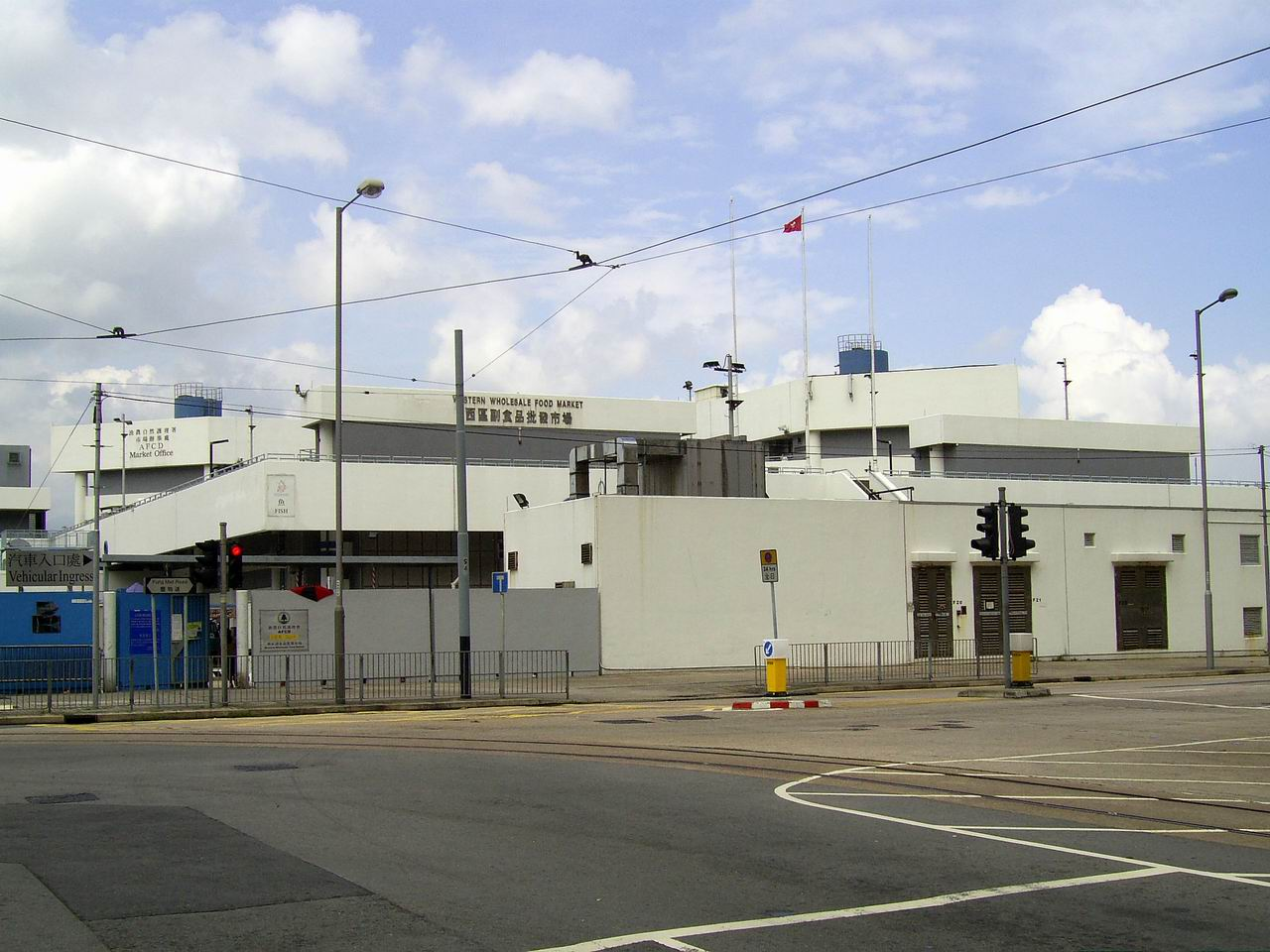
西區副食品批發市場
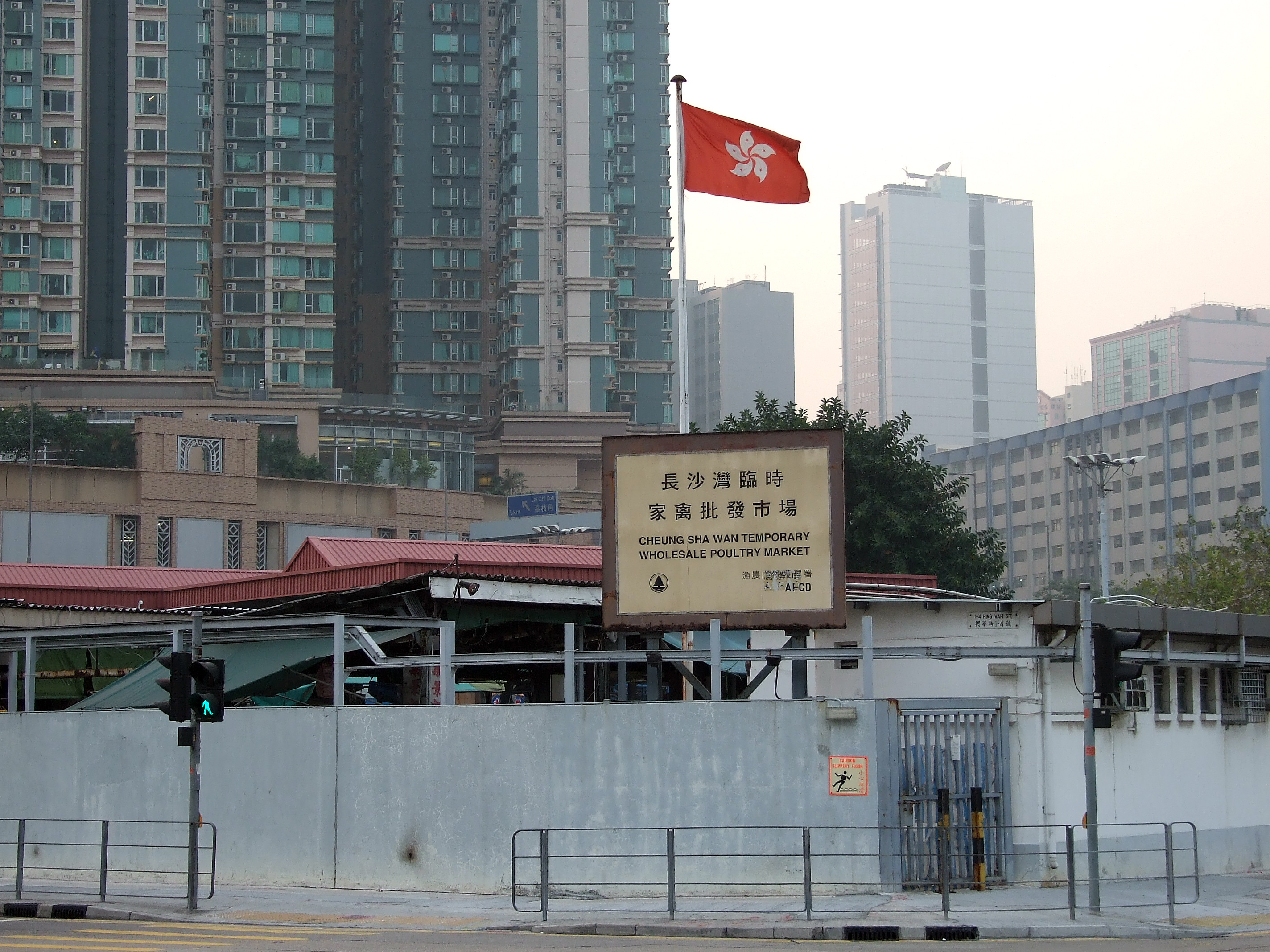
長沙灣臨時家禽批發市場
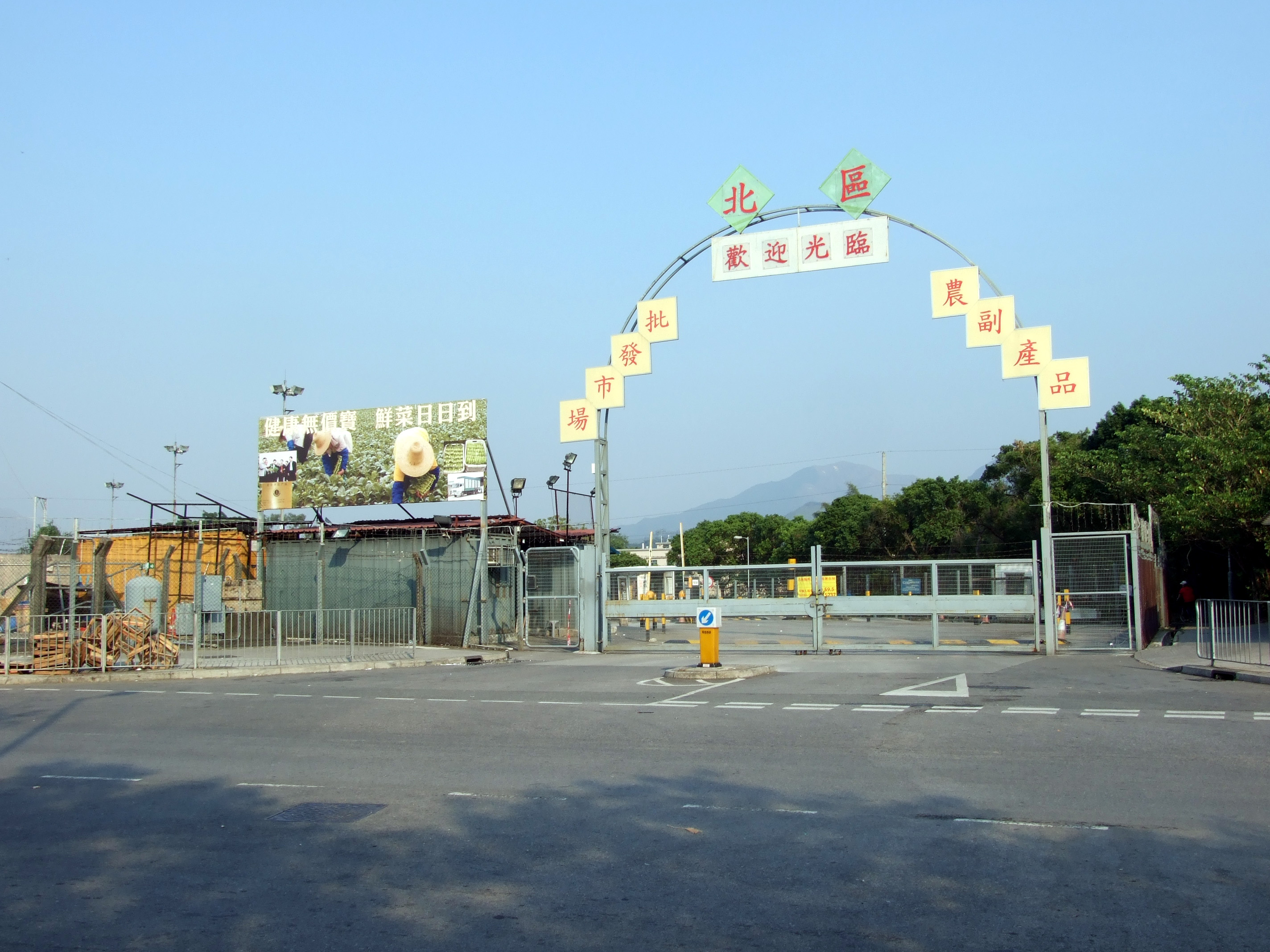
北區臨時農產品批發市場

### 自然護理及郊野公園
漁護署透過發展建議、規劃策略、環境影響評估等工作，提供有關自然保育方面的意見、執行法例、進行研究及推行生物多樣性保育計劃和認定具特殊科學價值的地點等工作以保育香港的動植物及自然生境；亦會定期進行生態調查，並建立香港的生態資料庫；同時監察米埔內后海灣國際重要濕地的生態，並發展及管理香港濕地公園；監管瀕危動植物的國際貿易；及透過宣傳和教育活動，加強香港市民對自然保育的認識。
漁護署管理24個郊野公園及22個特別地區、7個海岸公園及1個海岸保護區、各區的康樂或燒烤地區、37個露營地點及10個透過許可證制度容許越野單車活動的地點。

### 撲滅山火及劃分等級
漁護處自1976年起負責為山火分級，共劃分為3個等級，只要發生山火，就可算為一級。山火較猛，威脅居民和其他設施，而漁護署郊野公園滅火隊人手不足，需要消防處協助，即列為二級。三級山火乃指屬災難性，火勢嚴重，漁護署便會要求各紀律部隊協助撲救。

### 動植物及漁業監管及技術服務

#### 瀕危物種
漁護署亦負責規範和管理在香港進行的瀕危動植物物種國際貿易。香港已簽訂確保野生動植物標本的國際貿易不會危害到這些物種的生存的《瀕危野生動植物種國際貿易公約》，該《公約》將3萬多種瀕危動植物分別列入3個附錄內，香港已制定香港法例第586章《保護瀕危動植物物種條例》履行《公約》的規定，凡進口、從公海引進、出口、再出口或管有列明物種的標本，不論屬活體的、死體的、其部分或衍生物（包括藥物），均須事先向漁農自然護理署申領許可證。
瀕危物種資源中心
位於長沙灣政府合署的漁農自然護理署總部設有瀕危物種資源中心，該處原先為貯藏充公得來的瀕危物種標，在2001年5月開幕，面績約1,700平方呎，用以提高公眾保護瀕危物種意識。現時中心內分為10個主題區，展出約600件屬於200種瀕危物種的展品，包括毛皮、皮革用品、中藥、植物、活生寵物等。

#### 植物護理
香港的主要植被為亞熱帶常綠闊葉林，已知共有超過3,100種的維管束植物，其中本地品種約有2,100種。漁農自然護理署透過香港植物標本室研究香港的植物，並利用本土植物改善郊野環境，現時漁護署已採集超過100種本土品種的種子在苗圃培育成樹苗作植林之用，其中如潤楠 、裂斗錐栗及木荷等已成功用作植林。
香港植物標本室
香港植物標本室成立於1878年，位於長沙灣政府合署7樓，藏有約41,000個植物標本，主要是本土的維管束植物，亦有華南地區及東南亞國家的標本，館藏標本中有200多個模式標本。
城門標本林
原為荒廢梯田的城門標本林佔地4公頃，於1970年代初已開始種植，現已收集共約300多個本地或華南地區土生的植物品種。

#### 動物護理
香港政府在1976年頒佈及實施「野生動物保護條例」(香港法例第170章 )保護香港的野生動物及牠們的棲息地，漁農自然護理署負責執行存護野生動物及其相關的工作。

#### 檢驗及檢疫
漁農自然護理署負責進出香港的動物包括禽鳥、植物及其製品的檢驗及檢疫。漁護署透過香港法例第139章《公眾衞生（動物及禽鳥）規例》及第421章《狂犬病規例》執行管制鳥獸輸入香港，預防傳入動物疾病及狂犬病。漁護署並為出口的動物簽發官方動物健康證書或在註冊獸醫簽發的動物健康證書上進行加簽服務。同時亦根據《植物(進口管制及病蟲害控制)條例》(第207章)為植物進行檢疫。所有輸入香港的植物必須先領有由漁護署發出的植物進口證及由原產地有關當局發出的有效植物檢疫證明書；而輸入害蟲則必須預先領有進口授權書。
獸醫化驗科
獸醫化驗科由大龍獸醫化驗所和上水屠房化驗分所組成，由疾病診斷組、化學物殘餘管制組、禽流感組和疾病監控組等4個組分別負責提供解剖病理學化驗、細菌化驗、免役學化驗、分子生物學化驗及禽畜化學物藥殘測試。
檢疫偵緝犬
漁護署於2008年年初開始推行檢疫偵緝犬計劃，利用檢疫偵緝犬偵查及打擊走私檢疫物品，並安排在各口岸管制站執勤，包括落馬州、深圳灣和香港國際機場，每小時至少能檢查300人，防止非法進口動物。漁護署一直探用拉布拉多犬和比格犬作為檢疫偵緝犬，初時從澳洲進口，近年則嘗試從各動物管理中心及動物福利機構挑選合適的被遺棄犬隻，在打鼓嶺行動中心作進一步由澳洲專家安排為期兩個月的特別訓練。

## 車輛

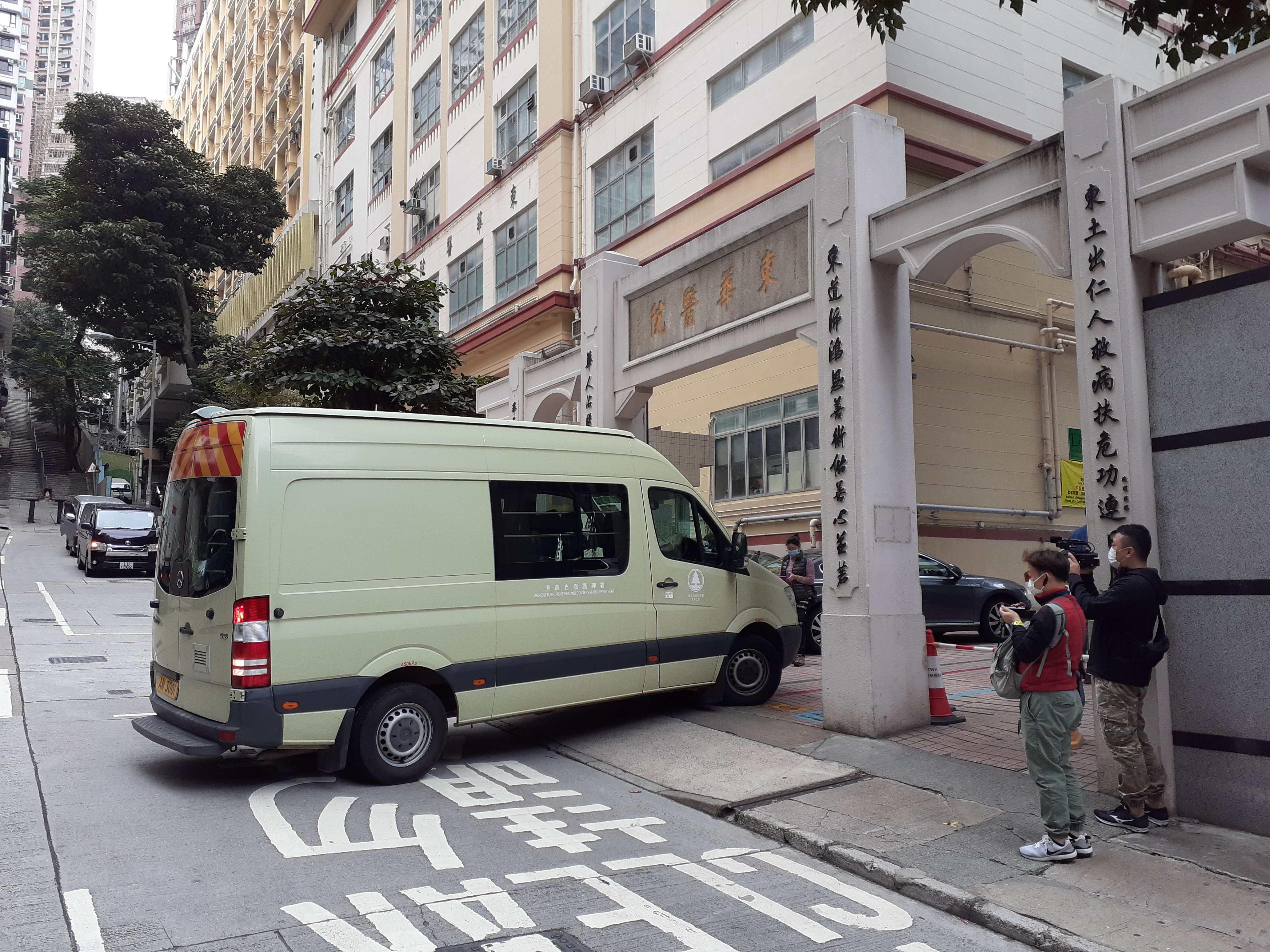

## 制服
漁農自然護理署執法人員，包括農林助理員、自然護理員、漁業督察、海岸公園督察，海岸公園護理員、農林督察、郊野公園督察及郊野公園護理員等逾360名前線人員，於2012年10月1日開始穿著新款制服，全部換上統一顏色的新制服，新制服襯衫統一為米白色，長褲為灰藍色，制服上肩章以不同數目條紋以標示不同的職級，方便公眾一目了然，執法人員亦會戴上繡有徽章的太陽帽，以資識別。

### 肩章
| 職級                                                                                | 肩章                                     | 備註                          |
| ----------------------------------------------------------------------------------- | ---------------------------------------- | ----------------------------- |
| 農林助理員 （Field Assistant）                                                      | 黑色肩章上有「漁護署」及「AFCD」銀色字樣 | 農林助理員職系入職職級        |
| 高級農林助理員 （Senior Field Assistant）                                           | 黑色肩章上有1條銀色條紋                  |                               |
| 二級農林督察 （Field Officer II） 二級漁業督察 （Fisheries Supervisor II）          | 黑色肩章上有2條銀色條紋                  | 農林督察/漁業督察職系入職職級 |
| 一級農林督察 （Field Officer I） 一級漁業督察 （Fisheries Supervisor I）            | 黑色肩章上有3條銀色條紋                  |                               |
| 高級農林督察 （Senior Field Officer） 高級漁業督察 （Senior Fisheries Supervisor ） | 黑色肩章上有4條銀色條紋                  |                               |

## 外部連結
- 香港特別行政區政府 漁農自然護理署 （页面存档备份，存于）
  - 漁護署優質養魚場計劃 （页面存档备份，存于）
  - 人工魚礁計劃網站
  - 魚類統營處

| 新頭銜                          | 英屬香港農林漁業管理處 | 繼任： · 英屬香港農林業管理處 |
| 前任： · 英屬香港農林漁業管理處 | 英屬香港農林業管理處   | 繼任： · 英屬香港漁農處       |
| 前任： · 英屬香港農林業管理處   | 英屬香港漁農處         | 繼任： · 香港漁農自然護理署   |
| 前任： · 英屬香港漁農處         | 香港漁農自然護理署     |                               |